# Королёва Слобода-2
Королёва Слобода-2 (бел. Каралёва Слабада-2; Королевская Слобода-2) — деревня в Красновском сельсовете Светлогорского района Гомельской области Беларуси.

## География

### Расположение
В 52 км на северо-запад от Светлогорска, 164 км от Гомеля, 24 км от железнодорожной станции Светлогорск-на-Березине (на линии Жлобин — Калинковичи).

### Гидрография
Расположена у реки Березина.

## Транспортная сеть
Транспортные связи по просёлочной (2 км), а затем автодороге Бобруйск — Калинковичи. Планировка состоит из прямолинейной улицы, близкой к меридиональной ориентации, застройка двусторонняя, деревянная.

## История
Согласно исследованиям доктора исторических наук С. Е. Рассадина деревня возникла на месте г. Казимир, который был образован в 1643 году из д. Слобода в Бобруйском старостве Речицкого повета Минского воеводства Великого Княжества Литовского. В некоторых документах Казимир, существовавший до 1655, упоминается как Казимерава Слабада, Королевская Слобода.
Согласно письменным источникам известна с XIX века как селение в Паричской волости Бобруйского уезда Минской губернии.
В источниках XVIII — XIX веков встречаются также наименования Королевская Слободка, Казимировская Слобода. В 1717 году деревня выплачивала налог на войско 110 злотых. В 1835 здесь упоминается грекокатолический храм. С 1874 года в королевослободском имении 2 мельницы. Согласно описанию 1879 года, деревня — центр православного прихода. Проводились ярмарки 19 августа. Крупным землевладельцем в деревне, в 1872 году, был помещик С. Прушановский. В 1885 году работала церковь. В 1887 году сюда переселились выходцы из Виленской и Ковенской губерний — старообрядцы (местное название — ковенцы). Состоялся раздел на 2 деревни — Королевская Слобода-1 и −2.
В 1931 году организован колхоз. Во время ІІ-ой мировой войны в период оккупации здесь действовала подпольная группа. В результате аварии на Чернобыльской АЭС — в зоне радиоактивного загрязнения 5-15 Ku/км². С 2006 года ведутся археологические раскопки.

## Население

### Численность
- 2021 год — 78 жителей

### Динамика
- 1874 год — 8 дворов
- 1885 год — 13 дворов, 108 жителей[9]
- 1897 год — 22 двора, 146 жителей (согласно переписи)
- 1908 год — 26 дворов, 178 жителей
- 1917 год — 189 жителей
- 1925 год — 39 дворов
- 1959 год — 344 жителя (согласно переписи)
- 2004 год — 62 хозяйства, 141 житель
- 2021 год — 78 жителей

## Наследие
- На месте д. Королёва Слобода-2 (Красновский сельсовет) в XVII в. существовал город Казимир, имевший Магдебургское право
- Королёвослободский камень с крестом. В настоящее время расположен в Светлогорске на территории историко-краеведческого музея.